# Mjehurasta vodena stupica
Mjehurasta vodena stupica (lat. Aldrovanda vesiculosa) je vrsta biljke iz porodice Droseraceae. Jedina je živuća vrsta roda Aldrovanda. Mesožderna je biljka, lovi male vodene beskralježnjake, koristeći slične zamke kao i venerina muholovka. Jedna je od rijetkih biljaka koje su sposobne brzo se kretati.
Iako je rod Aldrovanda trenutno monotipičan, prije je u njem bilo i do 19 vrsta. Populacije mjehuraste vodene stupice raširene su u Europi, Africi, Aziji i Australiji. Najčešće nastanjuje slatkovodna područja s čistom, plitkom i toplom vodom, niskom razinom hranjivih tvari i pomalo kiselom pH vrijednosti.

## Izgled
Mjehurasta vodena stupica je vodena biljka bez korijena; sjemenke se rasprostranjuju pomoću kratke korijenolike strukture, iako tako ne mogu doći predaleko. Biljka se sastoji od plutajućih stabljika duljine 6-40 centimetara. Listovi su dugi 2-3 milimetra, a rastu u prljenima sastavljenim od 5-9 listova. Prilagođeni su hvatanju kukaca. Rast mjehuraste vodene stupice je poprilično brz (4-9 milimetara dnevno u japanskim populacijama).

## Razmnožavanje
Mali, usamljeni cvjetovi ove biljke se održavaju na površini vode kratkim peteljkama. Cvijet se otvara samo na nekoliko sati, nakon čega se zatvara i vraća pod vodu radi proizvodnje sjemenki. Sjemenke su okruglaste, a supke su pokrivene sjemenom ljuskom i služe da bi crpile hranu za budući razvoj biljke. Cvjetanje je rijetko u umjerenim područjima, te neuspješno u smislu rasprostranjivanja sjemenki i plodova. Mjehurasta vodena stupica se najčešće razmnožava vegetativno, a to traje vrlo kratko. 

## Vanjske poveznice
|  | Zajednički poslužitelj ima stranicu o temi Aldrovanda vesiculosa    |
|  | Zajednički poslužitelj ima još gradiva o temi Aldrovanda vesiculosa |
|  | Wikivrste imaju podatke o taksonu Aldrovanda vesiculosa             |